# Lago Summit (Kenai)
Il lago Summit (Summit Lake in inglese) di origine glaciale si trova nella Penisola di Kenai (Alaska).

## Geografia fisica
Il lago ha una forma allungata (mezzo chilometro di larghezza per oltre 2 chilometri di lunghezza) e si trova all'estremità occidentale della Foresta Nazionale di Chugach. Si trova vicino ad un gruppo di laghi di origine glaciale: Lago Tern, Lago Crescent, Lago Kenai, Lago Grant, Lago Ptarmigan, Lago Lower Trail, Lago Upper Trail e Lago Cooper. A un chilometro di distanza (verso nord) si trova il lago Lower Summit (Lower Summit Lake) collegato da una zona paludosa.
Il lago è circondato da diversi monti, non molto alti e tutti appartenenti al gruppo montuoso del Kenai (Kenai Mountains).

## Storia
Il nome del lago è un nome locale riportato nel 1912 dal cartografo G.Higgins del USGS). Il nome è stato dato per la vicinanza del fiume Summit (Summit Creek).

## Pesca
Nel lago naturalmente vivono due tipi di pesce:
- Salvelinus malma (Dolly Varden trout);
- salmone di lago (Lake trout);
- trota iridea (Rainbow trout), quest'ultimo pesce viene rifornito artificialmente.

## Accessi e centri abitati
Il lago è costeggiato dall'autostrada Seward (Seward Highway) tra Anchorage e Seward. Dal lato opposto della strada è accessibile un campeggio (Tenderfoot Creek Campground). Si trova 16 km a nord-nord-est del Moose Pass e circa 37 km a sud-ovest dell'area di Portage. Il lago viene anche usato come pista di decollo/ammaraggio di idrovolanti.

## Galleria d'immagini

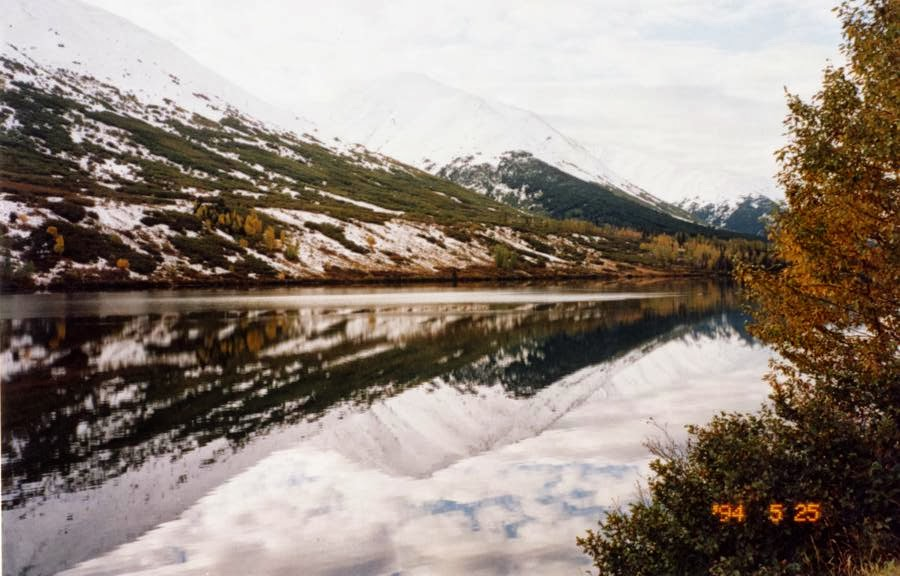
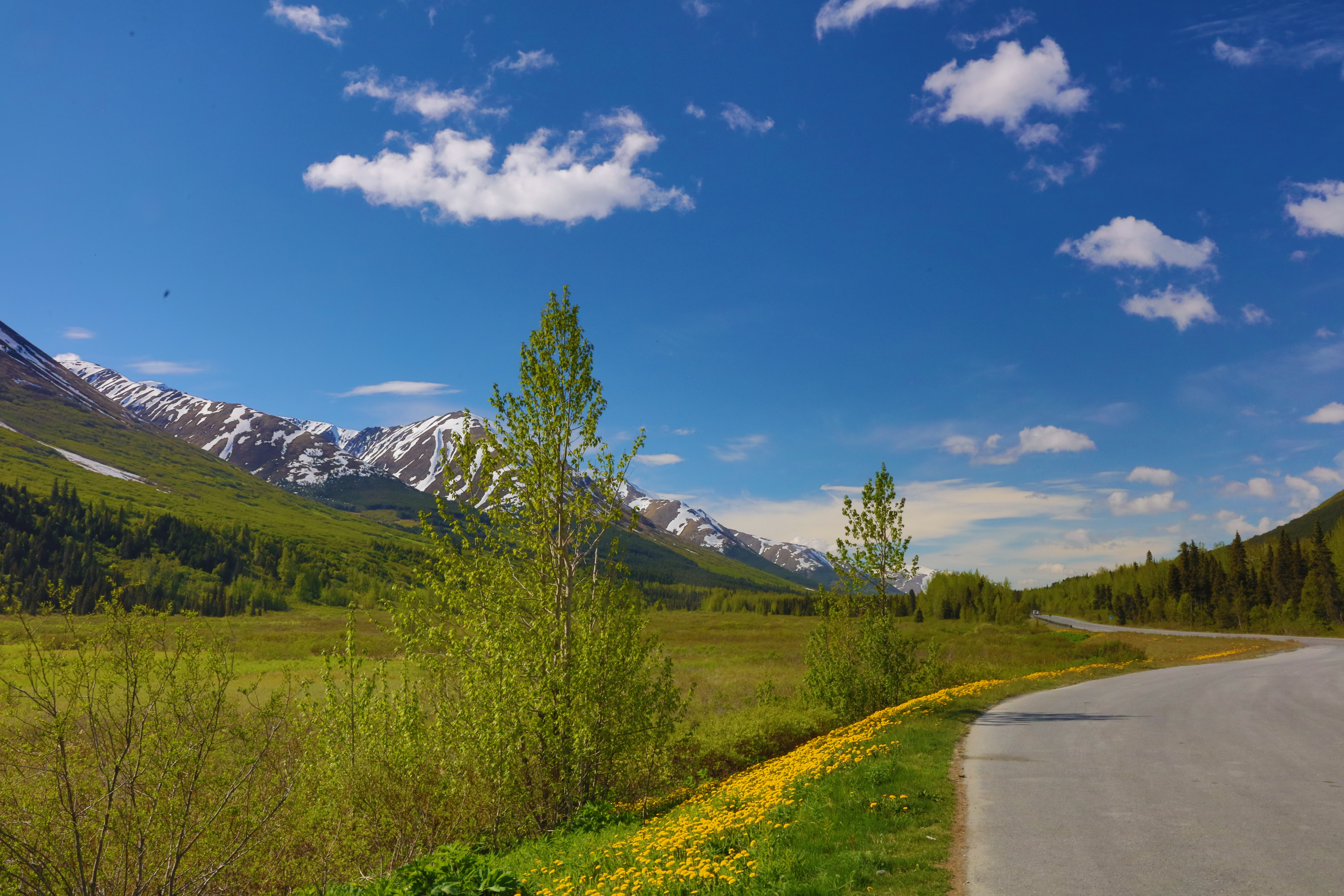
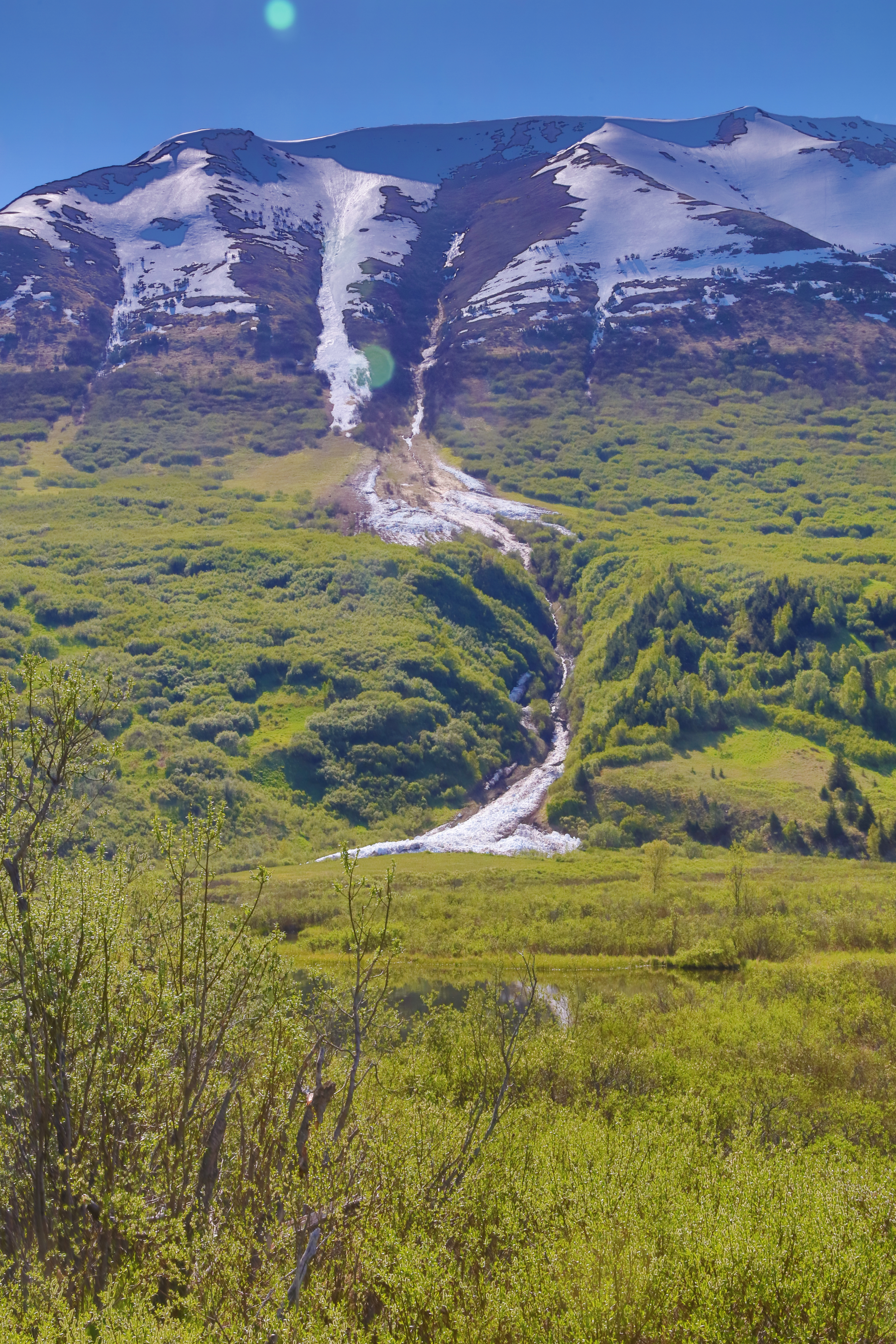